# Krétakör Színház
A rendszerváltozás utáni magyar színház egyik legfontosabb alkotóműhelye, amelyet Schilling Árpád alapított 1995-ben. 2008 óta kortárs előadóművészeti központként és produkciós irodaként működik Krétakör néven.
A Krétakör Színház indulása után néhány évvel az egyik legismertebb magyar színházi társulatává vált, produkcióival újabb és újabb közönségrétegeket hódított meg; mind előadásainak esztétikája, mind a szervezet működésmódja referenciapont a színházzal foglalkozók számára. Schilling Árpád a színházat 1998-tól Gáspár Mátéval együtt vezette, aki előbb produkciós vezetőként, később ügyvezetőként vett részt a munkában.

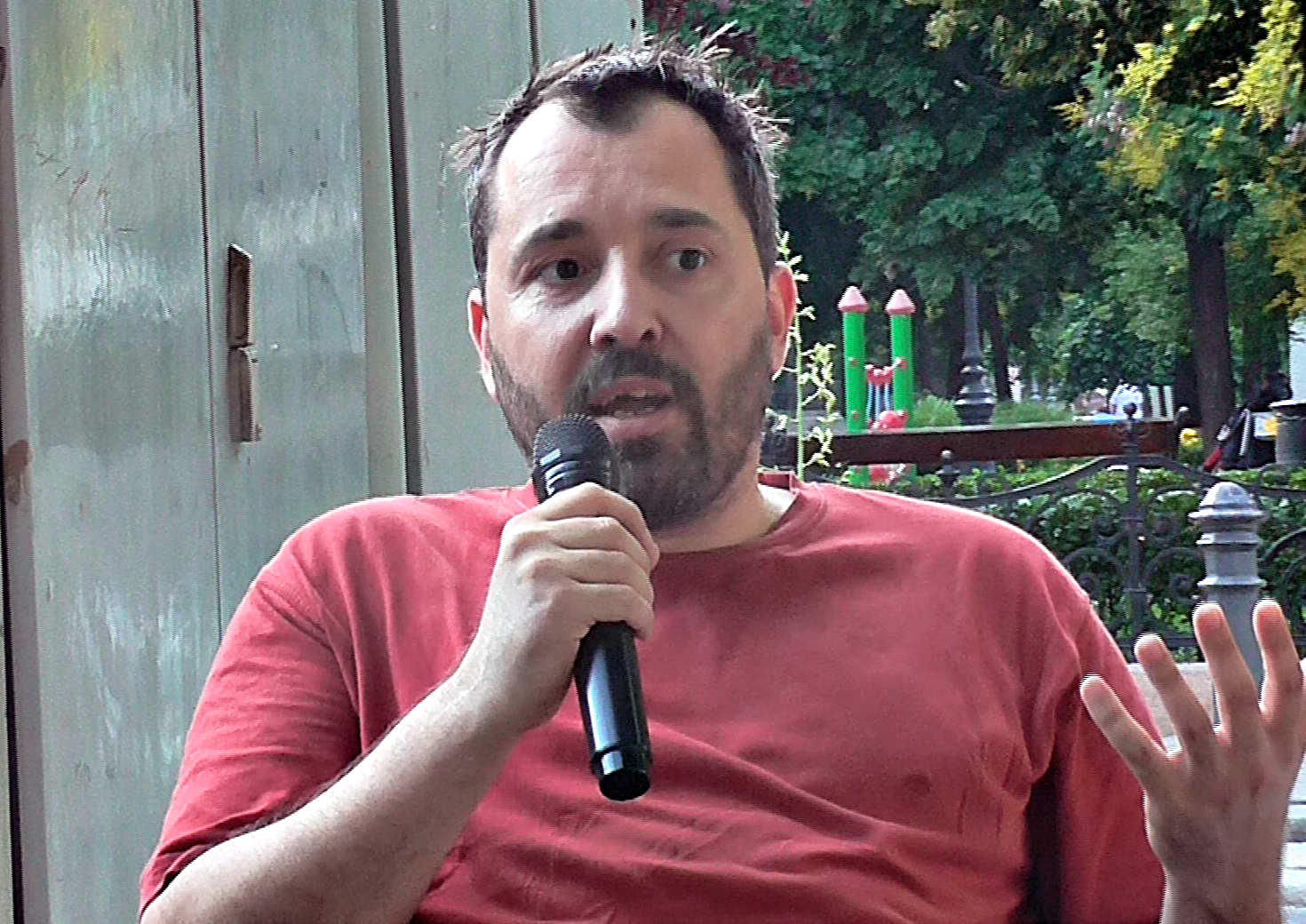
Schilling Árpád előadást tart

## A színház neve
Schilling Árpád a színház nevét az első előadásra való készülés idején választotta. A név egyfelől utal Brecht Kaukázusi krétakör című drámájára, melyben a krétával földre rajzolt kör igazságszolgáltató helyszín, másfelől változékonyságot sugall. Schilling Árpád így ír a névválasztásról: „Az én olvasatomban a KÖR az a hely, amin belül az igazságnak kell eldőlnie – jelen esetben a színház igazságának. A KRÉTA a mulandóság és az újraszületés metaforája, hiszen ha megrajzoljuk a kört, elkezdünk valamit, annyian, ahányan a rajzolt kör belsejébe férünk. Ha végeztünk a dolgunkkal, feltöröljük a krétaport és elbúcsúzunk egymástól. A KRÉTAKÖR ekkor még nem az állandóságot jelentette, épp ellenkezőleg: a mindig változó, újra- és újraalakuló csapatot, akiket minden egyes alkalommal én szedtem össze, és én is búcsúztattam.”
Brecht darabjából vették a színház mottóját is, melyet kezdetben Garai Gábor fordításában idéztek: „Hogy minden azoké legyen itt, akik bánni tudnak véle.” Később az idézetet Eörsi István pontosabb, kevésbé kizárólagosságot sugalló fordításában használták: „Hogy azoké legyen, ami van, akik jól bánnak vele.”

## Története

### Első korszak – előadások létrehozására szerződtetett alkotók 1995–2002
A színházat Schilling Árpád alapította 1995-ben. Az első előadás Jean Cocteau Rettenetes gyerekek című regényét dolgozta fel, A nagy játék címmel. A bemutatót a Mu Színházban tartották 1995. január 25-én. Az előadást később játszották a Szkéné Színházban, szerepelt a Katona József Színház Kamrájában is, sőt meghívást kapott a fABULEUS Nemzetközi Ifjúsági Színházi Fesztiválra, a belgiumi Leuvenbe. Ugyanebben az évben, októberben volt a második bemutató premierje Teatro Godot címmel. Schilling ekkor már a Színház- és Filmművészeti Főiskola színházrendező szakos hallgatója volt, és a következő öt évben ottani tanulmányaival párhuzamosan vezette a Krétakört. Ebben az időszakban évente egy-egy előadást mutatott be a Krétakör Színház, és mindegyikhez Schilling hívta össze az alkotó csapatot. A részt vevő színészek egy része szerepelt korábbi munkában is, a többiek jelentős részét a főiskola révén ismerte meg.
Schilling 1998-ban iskolai feladatként kezdett Bertolt Brecht Baal című darabjával foglalkozni – de az iskola falain kívül is folytatták a munkát, és az elkészült előadást a Katona és a Krétakör koprodukciójában a Kamrában mutatták be. Az előadást több évig műsoron tartotta a színház, az alkotók több neves külföldi színházban is vendégszerepeltek vele; 1999-ben a Strasbourgi Nemzeti Színházban, az Európai Színházi Unió Fesztiválján, 2000-ben pedig a párizsi Odéon Színházban. Ez a franciaországi szereplés alapozta meg a Krétakör későbbi külföldi elismertségét.
1998 őszén Schilling hívására a Pesti Est Súgó egyik alapítója, Gáspár Máté csatlakozott a Krétakörhöz. Első munkája a Szerelem, vagy amit akartok című szabadtéri vándorelőadás produkciós vezetése volt. Gáspár ettől fogva minden előadás háttér- és előkészítő munkáiban részt vett, a Krétakör stratégiáját ketten alakították Schillinggel.
A következő évben a Krétakör felkérést kapott, hogy a THEOREM program keretében vegyen részt a 2001-es Avignoni Színházi Fesztiválon. Erre a felkérésre készült a Bárka Színházban 2000-ben bemutatott Nexxt című produkció, melyet Tasnádi István írt a színészekkel és Schilling Árpáddal való közös munka alapján. Az előadásban egy tévéműsor élő felvételét játszották el, a történetet részben a Gépnarancs, részben az Amerikai pszichó című regény inspirálta. Az előadással párhuzamosan egy film is készült Tasnádi drámájából ugyanezzel a címmel.
2001-től a Krétakör a Thália Színház Régi Stúdiójában dolgozhatott. Ebben az évben már három előadást készítettek, többek között a W – munkáscirkuszt, Büchner Woyzeckje alapján. Ez volt az első munka a Krétakör történetében, ami külföldi koprodukcióban valósult meg, 2001. szeptember 20-án mutatták be a berlini Sophiensaele-ben. Az előadást a külföldi sajtó üdvözölte, a hazai bemutató megosztotta a szakírókat: egy ideig némaság övezte a produkciót, majd elsősorban elismerő kritikák jelentek meg, ugyanakkor számosan elutasították az előadás radikális formanyelvét.
A 2001–2002-es évad átmenetet jelentett a Krétakör életében. A Thália Színházzal kötött megállapodás értelmében évi három bemutatót tartottak; a korábbiakhoz képest jelentősebb vállalás és a megnövekedett előadásszám állandó jelenlétet követelt a korábban is rendszeresen a Krétakörben dolgozó színészektől és stábtagoktól. Schilling az előző évadban fejezte be a közben egyetemmé átminősített főiskolát, és bár számos felkérést kapott neves fővárosi intézményektől is, a Krétakör fejlesztésében látta a saját jövőjét. A 2001–2002-es évadtól kezdték a Krétakör munkatársai állandó társulatként definiálni önmagukat.
Ugyanebben az évben kezdődött az együttműködés a Párizshoz közeli MC93 Bobigny Színházzal, melynek igazgatója – Patrick Sommier – ettől kezdve Schilling legtöbb Krétakörben rendezett előadását meghívta az intézményébe.
2002-ig – a későbbi Krétakör társulat tagjain kívül – olyan ismert személyiségek vettek részt a produkciók létrehozásában, mint Bodó Viktor színész és rendező, Csányi Sándor (színművész), Dresch Mihály zenész, Hajdu Szabolcs filmrendező, Lázár Kati színész, Pintér Béla (színművész) és rendező, Rusznyák Gábor rendező és zenész, Ónodi Eszter színész, Vinnai András színész és író, Zsédenyi Adrienn (Zséda) könnyűzenei előadóművész.

### Második korszak – állandó társulat 2002–2008
A 2001-ben feldolgozott két Büchner-darab (Woyzeck, Leonce és Léna) után Schilling azt tervezte, hogy 2002–2003-as évadban a fiatalon elhunyt szerző harmadik drámáját, a Danton halálát is színpadra állítja. Ennek a sokszereplős előadásnak a létrehozásához kapott először igazán jelentős anyagi támogatást a színház Patrick Sommier-től, a MC93 Bobigny igazgatójától. Ez tett lehetővé számos szervezeti fejlesztést, elsősorban egy 40 fős társulat (színészek és háttércsapat) szerződtetését az évadra. 2002-től dolgozott állandó munkatársként a színháznál Bánki Gergely, Csákányi Eszter, Gyabronka József, Katona László, Láng Annamária, Mucsi Zoltán, Nagy Zsolt, Péterfy Borbála, Rába Roland, Sárosdi Lilla, Scherer Péter, Terhes Sándor, Viola Gábor és Tilo Werner. Az előadás premierjét a franciaországi intézményben tartották Hazámhazám címmel. A próbafolyamat alatt fokozatosan tűnt el az eredeti Büchner-darab szövege; a produkció szövegkönyvét végül Tasnádi István jegyezte. A hazai bemutatóra a Fővárosi Nagycirkuszban került sor 2002. október 23-án.
Ettől az évadtól kezdve vendégrendezők is dolgoztak a Krétakör Színházban, elsőként Wulf Twiehaus, a berlini Schaubühne munkatársa, majd később olyan jelentős hazai alkotók, mint Mundruczó Kornél és Zsótér Sándor. A Krétakör 2008 nyaráig minden évadban három bemutatót tartott, ebből rendszerint egyet Schilling rendezett. Évente 200-300 előadást tartottak, ennek jelentős része külföldi vendégszereplés volt. Ebben az időszakban a Krétakör volt a külföldön legtöbbet turnézó magyar színház.
Mivel a 2002–2003-as évad végén az állandó munkát nem folytathatták tovább a Thália Régi Stúdiójában, és más épület sem állt a rendelkezésükre, minden bemutatónak új helyszínt kerestek, időnként színházépületekben (Millenáris Teátrum, Vidám Színpad, Trafó – Kortárs Művészetek Háza), máskor olyan nem színházi helyszíneken, mint a Fészek Művészklub, a Budavári Sziklakórház vagy a Vakok Intézete.
A Krétakör repertoárja részben klasszikus és kortárs drámák feldolgozásából (például: Csehov: Siráj (sic), Molière: Mizantróp, Ödön von Horváth Kasimir és Karoline, Térey János: A Nibelung-lakópark, Ibsen: Peer Gynt), részben egy regényadaptációból (Szorokin: A jég), részben pedig meghatározott témára a társulat által összeállított, a színészek improvizációin alapuló előadásokból (FEKETEország, PestiEsti) állt össze.
2006-ban a társulat a Művészetek Völgye Fesztivál programjának keretében egy kifejezetten a taliándörögdi egykori műholdas távközlési állomásra készített egy produkciót A csillagász álma címmel. Ezt a munkát nem klasszikus értelemben vett színházi előadásként aposztrofálták az alkotók. Az állomás területén létrehozott akciók alapjául a környékkel és a környékbeliekkel való találkozás szolgált.
Schilling 2007-ben jelezte a társulat felé, hogy szeretne változtatni a működési formán. Az utolsó általa rendezett előadás a Krétakör Színház történetében a Shakespeare drámáján alapuló hamlet.ws című produkció volt, melyet középiskolákban játszottak. A 2007–2008-as évadban csak egy bemutatót tartottak Láng Annamária rendezésében PestiEsti címmel a Trafóban. 2008-ban a Krétakör Színház Schilling Árpád döntése nyomán Krétakörré alakult át.

## Előadások listája időrendben
| cím                                                       | szerző                                                                           | rendező                         | magyarországi bemutató | külföldi bemutató    | helyszín                            |
| --------------------------------------------------------- | -------------------------------------------------------------------------------- | ------------------------------- | ---------------------- | -------------------- | ----------------------------------- |
| A nagy játék                                              | Jean Cocteau Rettenetes gyerekek c. elbeszélése alapján                          | Schilling Árpád                 | 1995. január 25.       | 1995. június 17.     | Mu Színház                          |
| Teatro Godot Ugyanakkor. Ugyanott.                        | Samuel Beckett Godot-ra várva című darabja és a résztvevők improvizációi alapján | Schilling Árpád                 | 1995. október 5.       |                      | Marczibányi Téri Művelődési Központ |
| Toronykút                                                 | Ugo Betti: Bűntény a Kecskeszigeten alapján                                      | Schilling Árpád                 | 1996. szeptember 30.   |                      | Szkéné Színház                      |
| Kicsi, avagy mi van, ha a tiszavirágnak rossz napja van   | A résztvevők                                                                     | Schilling Árpád                 | 1997. szeptember 30.   |                      | Merlin Színház                      |
| Baal                                                      | Bertolt Brecht                                                                   | Schilling Árpád                 | 1998. október 5.       | 1999. október        | Katona József Színház – Kamra       |
| Szerelem, vagy amit akartok                               | Lőrinczy Attila                                                                  | Schilling Árpád                 | 1999. június 15.       | 1999. augusztus 7.   | Zsámbéki Nyári Színház              |
| Nexxt – Frau Plastic Chicken Show                         | Tasnádi István                                                                   | Schilling Árpád                 | 2000. október 13.      | 2001. július 23.     | Bárka Színház                       |
| Liliom                                                    | Molnár Ferenc                                                                    | Schilling Árpád                 | 2001. február 22.      | 2001. május 1.       | Thália Színház Régi Stúdió          |
| Megszállottak                                             | Arthur Miller: Salemi boszorkányok alapján                                       | Schilling Árpád                 | 2001. április 30.      | 2001. október 10.    | Thália Színház Régi Stúdió          |
| W – munkáscirkusz                                         | Georg Büchner: Woyzeck és József Attila versei alapján                           | Schilling Árpád                 | 2001. október 23.      | 2001. szeptember 20. | Thália Színház Régi Stúdió          |
| Leonce és Léna                                            | Georg Büchner                                                                    | Schilling Árpád                 | 2002. március 27.      | 2002. július 27.     | Thália Színház Régi Stúdió          |
| Hazámhazám Taigetosz csecsemőotthon II.                   | Tasnádi István                                                                   | Schilling Árpád                 | 2002. október 23.      | 2002. szeptember 27. | Fővárosi Nagycirkusz                |
| A hideg gyermek                                           | Marius von Mayenburg                                                             | Wulf Twiehaus                   | 2003. január 10.       | 2003. november 18.   | Millenáris Teátrum                  |
| Nézőművészeti Főiskola                                    | Tasnádi István                                                                   | Árkosi Árpád                    | 2003. szeptember 26.   |                      | Vidám Színpad                       |
| Siráj (sic!)                                              | Csehov                                                                           | Schilling Árpád                 | 2003. október 23.      | 2003. november 20.   | Fészek Művészklub                   |
| Mizantróp                                                 | Molière                                                                          | Schilling Árpád                 | 2004. március 12.      | 2004. június 2.      | Vidám Színpad                       |
| FEKETEország                                              | A résztvevők                                                                     | Schilling Árpád                 | 2004. október 1.       | 2004. november 9.    | Millenáris Teátrum                  |
| A Nibelung-lakópark 3. rész: Hagen avagy a gyűlöletbeszéd | Térey János                                                                      | Mundruczó Kornél                | 2004. október 23.      | 2006. június 19.     | Budavári Sziklakórház, majd OPNI    |
| Kasimir és Karoline                                       | Ödön von Horváth                                                                 | Wulf Twiehaus                   | 2005. február 4.       |                      | Vidám Színpad                       |
| Phaidra                                                   | Tasnádi István                                                                   | Schilling Árpád                 | 2005. szeptember 15.   | 2005. augusztus 9.   | Trafó – Kortárs Művészetek Háza     |
| Peer Gynt                                                 | Henrik Ibsen                                                                     | Zsótér Sándor                   | 2005. október 14.      | 2007. május 27.      | Thália Színház Régi Stúdió          |
| Előtte-utána                                              | Roland Schimmelpfennig                                                           | Schilling Árpád                 | 2006. január 13.       |                      | Katona József Színház               |
| A jég                                                     | Vlagyimir Szorokin regénye alapján                                               | Mundruczó Kornél                | 2006. szeptember 21.   | 2008. június 2.      | Trafó – Kortárs Művészetek Háza     |
| hamlet.ws                                                 | William Shakespeare                                                              | Schilling Árpád                 | 2007. január 25.       | 2007. február 26.    | középiskolák                        |
| Bánk-bán (sic!)                                           | Katona József                                                                    | Zsótér Sándor                   | 2007. április 17.      |                      | Vakok Intézete                      |
| PestiEsti                                                 | A résztvevők                                                                     | Nagy Fruzsina és Láng Annamária | 2007. szeptember 7.    |                      | Trafó – Kortárs Művészetek Háza     |

## Tartalmi és formai innováció
A Krétakör több ízben is olyan témaköröket dolgozott fel színházi eszközökkel, melyek korábban nem, vagy csak esetlegesen, periferikusan kerültek a színházi előadások fókuszába. Ide sorolhatók elsősorban a közelmúlt történelmére (Hazámhazám) és az aktuális társadalmi és politikai ügyekre (Nexxt, FEKETEország) fókuszáló előadások.
A Krétakör Színház újabb és újabb formai kereteket keresett a közönséggel való találkozáshoz. Új és új helyszíneken játszották előadásaikat, gyakran nem színházként funkcionáló tereket változtatva játéktérré. Nemcsak az új produkcióknak kerestek speciális helyszíneket, hanem a korábban már bemutatott előadásokat is gyakran helyezték új környezetbe. Az előadásokon túl is számos módját alakították ki a közönséggel való kapcsolattartásnak. Magyarországon elsőként szerveztek rendszeresen közönségtalálkozókat, tematikus beszélgetéseket az előadások előtt vagy után. Színház és irodalom elnevezésű felolvasószínházi sorozatuk keretei között dolgoztak föl kortárs drámákat.
A Krétakör Színház kivételes gondot fordított előadásainak filmes feldolgozására. A Nexxtből önálló film készült, a FEKETEország és A Nibelung lakópark filmváltozata pedig a két első magyar színházfilm (azaz egy-egy színházi produkció filmes szempontokat érvényesítő feldolgozása). Több dokumentumfilm is született a Krétakör munkájáról, többek között Claire Laborey dokumentációja és háttéranyaga a Hazámhazám születéséről, illetve a 2006-os Csillagász álmáról készült krétakörös werkfilm.
A társulat színészei saját zenekart működtetek Krétakör SzínészTáncZenekar néven, amelynek hazai rajongótábora a színházéval vetekedett.
Az alkotók a színház honlapján keresztül – a korszakban egyedülálló módon – aktívan kommunikáltak az érdeklődőkkel; híreket, ajánlókat és állásfoglalásokat tettek közzé, beszámoltak a külföldi utazásaikról és válaszoltak a kommentelőknek.
A Krétakör tudatosan törekedett arra, hogy új – korábban talán színházzal nem találkozó – rétegeket is megszólítson munkáival. A Szerelem, vagy amit akartok előadással a településről településre vándorló társulatok, illetve a tájolásnak nevezett hagyomány megújítására tettek kísérletet. A hamlet.ws című produkciójukat Magyarországon első ilyen típusú vállalkozásként kifejezetten középiskolásoknak, középiskolai környezetben játszották.

## Strukturális innováció

### Helyszín és szakmai pozíció
A Krétakör speciális helyzetben volt a magyarországi színházi rendszerben, és működésének egész ideje alatt próbálta magát abba, illetve ahhoz képest elhelyezni. Ez egyszerre a jelentette a kapcsolódási pontok keresését és egyfajta kívülállást is.
Noha a kialakult és a színházi szakma által elfogadott rendszertől való tudatos távolságtartás állandó küzdelmet jelentett a Krétakör számára, kiszámíthatatlanná tette szakmai elfogadottságát, és a kívülállók számára gyakran öncélú provokációnak és a szakmával való konfliktuskeresésnek tűnt, éppen ez a tudatosság tette egyedülállóvá és markáns önálló értéket képviselő alkotóközösséggé a társulatot.
A 2001-ben bemutatott W – munkáscirkusz produkció megkapta a Kritikus Céhtől a Legjobb Alternatív Előadás díját. Ezt másodszor ítélték a Krétakörnek, korábban a Kicsi, avagy mi van, ha a tiszavirágnak rossz napja van című produkció nyerte el ugyanezt a címet. Ez alkalommal azonban a Krétakör alkotói nem vették át a díjat, mert nem akarták elfogadni az alternatív jelzőt. A társulat ezzel arra akarta felhívni a figyelmet, hogy számukra semmilyen minőségi magyarázat nem indokolja azt, hogy a hagyományos, színházépülettel rendelkező társulatok nagyságrendekkel több állami támogatást kapnak, mint az ilyen infrastrukturális apparátussal nem rendelkező alkotóműhelyek. A díjátadón a társulat tagjai nem jelentek meg, egy levelet küldtek maguk helyett, melyben többek között ezt írták: „Évek óta határozottan állítjuk: nem vagyunk alternatív színház. Ez a szó számunkra nem jelent semmit […] Szeretnénk, ha végre legalább a szakma felismerné és elfogadná: címkéket osztogatni könnyű, megszabadulni tőlük annál nehezebb. / Emiatt, köszönettel és tisztelettel ugyan, de nem vesszük át a W – munkáscirkusz című előadásunknak ítélt díjat. Gesztusunkkal nem magát az elismerést és a mögötte álló közösséget, csupán a jövőnket ellehetetlenítő besorolást utasítjuk vissza. / Reméljük, Önök értik, miről beszélünk, segítsenek megmagyarázni a kultúrpolitikusoknak is, akiktől színházunk sorsa függ.”
A Krétakör Színház a kétezres évek első felében állandó befogadóhelyszínt próbált találni. Az állandó épület egyfelől biztonságos és kiszámítható környezetet teremtett volna a működéshez, másfelől az említett finanszírozási rendszerben betöltött pozíciójukon és szakmai megítélésükön is változtathatott volna.
Az egyik kísérlet az állandó színházépület megtalálására a Bárka Színház igazgatására benyújtott pályázat volt 2001 végén. A pályázat szerint átnevezték volna az intézményt; ugyanakkor az épület nemcsak a Krétakörnek adott volna otthont, hanem nyitott kulturális intézményként működött volna. A pályázatot a színházat addig is vezető Csányi János nyerte.
Bő fél évvel később a Nemzeti Színház vezetésére kiírt pályázaton jelentették be indulásukat a Krétakör vezetői – elsősorban azért, hogy felhívják a figyelmet a helyzetükre –, de ezt a pályázatot végül nem adták be.
Bár kormányzati szándék is volt a Krétakör helyzetének megoldására, soha nem jutottak saját színházépülethez.

### Működési modell
Jelentős részben a folyamatos külföldi jelenlétnek köszönhetően gazdasági szempontból kiszámíthatóan működő és szakmailag is sikeres szervezet idővel elfogadta, hogy nincs állandó játszóhelye, és ki is aknázta ennek előnyeit. Ezzel egyedi, Magyarországon új működési modellel gazdagította a hazai színházi struktúrát.
Más kortárs magyar társulatokhoz képest egyedülálló módon en suite rendszerben játszották az előadásaikat, hazai körülmények között szintén egyedi módon fél évre előre rögzített és közzétett műsortervvel. A Krétakör Színház bevételének közel felét kapta állami forrásból, nagyjából ugyanekkora összeget vendégjátékokból, koprodukciós partnerektől, jegybevételből és szponzorációból szerzett.
A Krétakör úttörő volt a színházi marketing területén is. Az egyes előadásaikat terméknek tekintve azoknak önálló arculatot és kampányt építettek fel. 2002 után szinte mindegyik előadásukat a Krétakör arculatához illeszkedő, de egyedi megjelenésű microsite népszerűsítette.
2002-től a Krétakör Színház mind a számszerűsíthető szakmai eredmények szempontjából, mind gazdasági szempontból összemérhető volt a döntően állami támogatásból működő, épülettel rendelkező színházakkal. Előadásait rendszeresen beválogatták a Pécsi Országos Színházi Találkozó programjába, és díjazták a Színikritikusok Céhe által évente rendezett díjkiosztón. A leggyakrabban külföldön szereplő magyar társulat nemzetközi fesztiválokon is számos díjat szerzett, legtöbbet a Siráj (sic) című előadásukért. A színház éves bevétele olyan épülettel rendelkező fővárosi színházakéval vetekedett, mint a Játékszín vagy a Vidám Színpad.

### Javaslat a magyar színházi struktúra megújítására
Tapasztalataikra alapozva 2004-ben a Krétakör önmagán túlmutató strukturális javaslatot jelentett meg. A dolgozatban az állami finanszírozásból élő színházak számának csökkentését, egy befogadói színházi rendszer kiépítését és a népszerű repertoárral rendelkező, üzleti alapon működő magánszínházak elindítását javasolták. Javaslatot tettek a vidéki színházak együttműködő rendszerének a kialakítására és a dolgozat megjelenésekor két éve üzemelő Nemzeti Színház épületének és tőkéjének a hasznosítására is.
A cikk nagy vihart kavart a színházi szakmán belül, és számos, a színházi struktúráról folytatott vitához, illetve a témáról szóló publikáció megjelentetéséhez vezetett.
2007-ben a Nemzeti Színház igazgatói pályázatára Hudi László és Imre Zoltán a Krétakör strukturális javaslataival és a Nemzeti Színház hasznosítására vonatkozó elképzeléseivel összevethető és több helyen hasonló koncepciót nyújtott be.

## Krétakör a sajtóban
A Krétakör Színházról 13 évnyi működése során közel két és fél ezer publikáció jelent meg a sajtóban, összesen 23 nyelven. A magyar után a legtöbb írás franciául, németül, angolul és olaszul jelent meg.

## Meg nem valósult projektek
- Mese (előadás, 1998) – az előadással ugyanabban az évben foglalkoztak, mint a Baallal, de a produkció minősége miatt Schilling nem mutatta be az előadást. A próbák során tartott egyik munkabemutatóról elérhető videófelvétel a Krétakör Archívumában[2]
- Magyar Ponyva – 11 év szigorított (előadás, 2002) – A Bárka Színházzal való együttműködésben tervezett produkció a rendszerváltozás utáni gazdasági, társadalmi és politikai témákat dolgozott volna fel, a Krétakör Bárka Színházból való távozása után nem valósult meg, egy évaddal később részben ezek a témák jelentek meg a Hazámhazámban.
- Menopauza (előadás, 2002) – Szintén a Bárkában tervezett produkció, mely csak jóval később, az eredeti tervekhez képest más szereposztásban valósult meg 2005-ben német koprodukcióban Phaidra címmel.
- Faydeau: Bolha a fülbe – az előadást Rusznyák Gábor rendezte volna a 2003–2004-es évadban, de a próbák alakulása miatt nem vállalta a színház, hogy bemutatja az előadást, végül e bemutató helyett tűzték műsorra Molière Mizantrópját Schilling rendezésében.
- Szorokin: A négyek szíve (Szorokin nem járult hozzá az írás színpadi adaptációjához, Mundruczó így végül A jég című regényét választotta.)
- Krétakör X. (kötet, 2005) – A Krétakör alapításának tízéves évfordulójára tervezett kötet. A könyv anyagának jelentős része elkészült (a szerkesztő késznek nyilvánította), de a Krétakör vezetősége nem volt elégedett az eredménnyel, így nem jelentette meg a kiadványt.[24]